# Валь-де-Шарме
Валь-де-Шарме (фр. Val-de-Charmey) — громада  в Швейцарії в кантоні Фрібур, округ Грюєр.

## Географія
Громада розташована на відстані близько 45 км на південний захід від Берна, 21 км на південь від Фрібура.
Валь-де-Шарме має площу 112,1 км², з яких на 2,1% дозволяється будівництво (житлове та будівництво доріг), 43,7% використовуються в сільськогосподарських цілях, 42% зайнято лісами, 12,2% не є продуктивними (річки, льодовики або гори).

## Демографія
2019 року в громаді мешкало 2538 осіб (+16,4% порівняно з 2010 роком), іноземців було 17%. Густота населення становила 23 осіб/км².
За віковим діапазоном населення розподілялося таким чином: 19,3% — особи молодші 20 років, 56,9% — особи у віці 20—64 років, 23,8% — особи у віці 65 років та старші. Було 1138 помешкань (у середньому 2,2 особи в помешканні).
Із загальної кількості 1103 працюючих 138 було зайнятих в первинному секторі, 309 — в обробній промисловості, 656 — в галузі послуг.